# Spalacopsis fusca
Spalacopsis fusca är en skalbaggsart som beskrevs av Charles Joseph Gahan 1892. Spalacopsis fusca ingår i släktet Spalacopsis och familjen långhorningar. Inga underarter finns listade i Catalogue of Life.